# Şehitlikmoskén
Şehitlikmoskén (tyska Şehitlik-Moschee, turkiska Şehitlik Camii) är en moské vid Columbiadamm i Berlin (i stadsdelsområdet Neukölln). Den ritades av Muharrem Hilmi Senalp och stod färdig 2005.

## Beskrivning
Moskén restes på platsen för en tidigare turkisk begravningsplats. Den utnyttjas bland annat av den stora turkiska diasporan i Tyskland, och i vid gudstjänsterna används turkiska samt, beroende på tillfälle, även arabiska och tyska. Moskén vänder sig dock även till andra medborgare och intresserade i islamsk kultur och religion, bland annat genom guidade visningar.
Framträdande drag hos moskén, som byggdes mellan åren 1999 och 2005, är dess två 37 meter höga minareter samt den stora kupolen. Kupolen når 21 meter över markplanet. Moskén har plats för 1 500 (bedjande) människor.

## Historik
Şehitlikmoskén är byggd enligt traditionell ottomansk 1500- och 1700-talsarkitektur. Arkitekten Hilmi Şenalp och byggfirman Hassa Mim. Müh. hämtades från Turkiet.
Moskén står officiellt på turkiskt territorium, eftersom begravningsplatsen där den restes kom till efter en markgåva från Preussens kung Vilhelm I till Osmanska riket. När begravningsplatsen stod färdig 1866, var den först i sitt slag i Tyskland.
Şehitlikmoskén är belägen nära Berlin-Tempelhofs flygplats (nedlagt som flygplats 2008). Moskébygget stoppades tillfälligt när det framkom att minareterna skulle nå 9 meter över den tidigare godkända höjden på 28,60. Även kupolen skulle nå 4 meter över den godkända höjden. Efter att byggherren fått betala 80 000 i böter kunde dock bygget återupptas.